# Sexo jurídico

Locais (países, estados, como nos Estados Unidos, ou províncias, como no Canadá) que reconhecem a autoidentificação de gênero para sexo jurídico; entidades subnacionais não são marcadas

Género (português europeu) ou gênero (português brasileiro) legal, também chamado de sexo civil ou sexo jurídico, é um sexo ou gênero que é reconhecido pela lei. Sexo biológico, redesignação sexual e identidade de gênero são usados para determinar o sexo ou gênero jurídico. Os detalhes variam de acordo com a jurisdição.

## História
Nas sociedades europeias, o direito romano, o direito canônico pós-clássico e, posteriormente, o direito comum, referiam-se ao sexo de uma pessoa como masculino, feminino ou hermafrodita, com direitos legais como masculino ou feminino, dependendo das características que pareciam mais dominantes. Sob a lei romana, um hermafrodita tinha que ser classificado como homem ou mulher. O Decretum Gratiani do século XII afirma que "Se um hermafrodita pode tecer um testamento, depende de qual sexo prevalece". A fundação da lei comum, os Institutos das Leis da Inglaterra do século XVI, descrevia como um hermafrodita poderia herdar "como homem ou mulher, de acordo com o tipo de sexo que prevalece". Casos legais em que o sexo legal foi colocado em dúvida foram descritos ao longo dos séculos.
Em 1930, Lili Elbe recebeu emasculação e transplante de ovário e mudou seu gênero legal para feminino. Em 1931, Dora Richter recebeu a remoção do pênis e a vaginoplastia. Algumas semanas depois, Lili Elbe fez sua última cirurgia, incluindo transplante de útero e vaginoplastia. A rejeição imunológica do útero transplantado causou sua morte. Em maio de 1933, o Instituto de Pesquisa Sexual foi atacado pelos nazistas e não há registro sobre Richter após esse ataque.
Após a Segunda Guerra Mundial, as questões transgênero receberam novamente a atenção do público. Christine Jorgensen não podia se casar com um homem porque sua certidão de nascimento a listava como homem. Alguns transexuais mudaram suas certidões de nascimento, mas sua validade foi contestada. No Reino Unido, o caso de Sir Ewan Forbes, 11.º Baronete, reconheceu a mudança legal de gênero de uma pessoa intersexo. No entanto, a mudança legal de gênero dos transexuais não foi reconhecida em Corbett v Corbett.
Atualmente, muitas jurisdições permitem que indivíduos transgêneros mudem seu gênero legal. No entanto, existem alguns obstáculos. Algumas jurisdições exigem esterilização, ausência de filhos ou status de solteiro para mudança legal de gênero.
Em alguns casos, o gênero legal de transexuais que não revisaram documentos públicos ainda se tornou um problema. Em alguns casos, os tribunais aceitam sua identidade de gênero se eles forem submetidos à cirurgia de redesignação sexual.
Os crescentes movimentos de conscientização intersexo ou movimentos não binários causaram o reconhecimento jurídico do gênero não binário em algumas jurisdições.

## Jurisdições

### Portugal
Em Portugal, a Lei n.º 38/2018, de 7 de agosto, estabelece o direito à autodeterminação da identidade de gênero e expressão de gênero. Esta lei permite que maiores de 18 anos solicitem a mudança de nome e sexo no registro civil sem a necessidade de um relatório médico. Para menores entre 16 e 18 anos, é exigido um relatório que ateste a capacidade de decisão e vontade informada.

### Moçambique
Em Moçambique, a homossexualidade foi descriminalizada em 2015 com a entrada em vigor do novo Código Penal. No entanto, não há legislação específica que reconheça ou proteja explicitamente os direitos das pessoas transgênero. A ausência de leis claras sobre a mudança de nome e gênero nos documentos oficiais resulta em desafios significativos para a comunidade transgênero, que enfrenta discriminação e obstáculos no acesso a serviços básicos.

### Angola
Em Angola, a descriminalização das relações entre pessoas do mesmo sexo foi concretizada em 2019, com a revogação de um artigo do Código Penal que punia relações sexuais consensuais entre pessoas do mesmo sexo, marcando um avanço nos direitos LGBTQI+. O novo Código Penal, aprovado em 2021, passou a incluir a criminalização da discriminação por orientação sexual. No entanto, ainda não existem disposições legais específicas que reconheçam ou protejam a identidade de gênero das pessoas transgênero, embora algumas organizações locais estejam trabalhando para promover a conscientização e a inclusão.

### Brasil
No Brasil, o termo "gênero" é amplamente utilizado em vez de "sexo" quando se fala sobre o reconhecimento da identidade de uma pessoa no âmbito jurídico. Isso acontece porque "gênero" é uma palavra que se refere mais à forma como a pessoa se sente e se identifica na sociedade, enquanto "sexo" costuma se referir às características físicas atribuídas no nascimento, como o corpo masculino ou feminino. No sistema legal, essa distinção é importante porque ajuda a garantir que as pessoas transgênero tenham seus direitos respeitados, principalmente em situações que envolvem documentos, nome e tratamento social.
Ao longo dos anos, o Brasil passou por muitas mudanças quanto à proteção dos direitos das pessoas transgênero. Desde a primeira decisão do STJ, em 2009, que permitia a mudança de nome apenas após a cirurgia, até as resoluções mais recentes do CNJ e as decisões do STF, o país vem se movendo em direção a um sistema legal mais inclusivo.

#### Como a lei foi mudando no Brasil
A questão de como reconhecer o gênero das pessoas no Brasil passou por várias mudanças ao longo dos anos. Antes, a lei era rígida e exigia que pessoas transgênero passassem por uma cirurgia de redesignação sexual para que pudessem alterar o nome e o gênero nos seus documentos. Com o tempo, no entanto, isso foi mudando, e, desde 2018 as pessoas transgênero podem alterar seus documentos com facilidade, sem ter que passar por procedimentos médicos.

##### Alteração de nome com cirurgia de redesignação sexual
Em 2009, o Superior Tribunal de Justiça (STJ) tomou uma decisão que viabilizou certos direitos das pessoas transgênero no Brasil. Antes dessa decisão, as pessoas transgênero não podiam alterar seus documentos de forma oficial. Mas a decisão de 2009 permitiu que uma pessoa transgênero pudesse mudar o nome e o gênero nos seus documentos legais, como certidão de nascimento e RG, desde que tivesse feito a cirurgia de redesignação sexual.
Até então, as pessoas transgênero não tinham essa possibilidade. No entanto, essa regra não contemplava toda a comunidade trans, pois nem todas as pessoas transgênero podem ou querem fazer procedimentos cirúrgicos. Muitos não têm condições financeiras, de saúde ou não se sentem à vontade para realizar o procedimento. Assim, a exigência da cirurgia alcançava apenas uma parcela desta comunidade, sem garantir o acesso ao direito de ter documentos que correspondessem à identidade de gênero da pessoa para aqueles que não se enquadrassem nas exigências da norma.

##### Reconhecimento da identidade de gênero pela autodeclaração
Uma mudança na maneira como os direitos das pessoas transgênero foram tratados no Brasil aconteceu em 2017, com a Opinião Consultiva nº 24/17 da Corte Interamericana de Direitos Humanos (CIDH). Esse documento foi criado pela CIDH para orientar todos os países da América Latina, incluindo o Brasil, a respeitarem a identidade de gênero das pessoas sem exigir que elas façam cirurgia ou outros tratamentos médicos.
A CIDH explicou que pedir para que uma pessoa faça cirurgia para ter seu gênero reconhecido oficialmente é uma violação dos direitos humanos. O documento afirmou que as pessoas devem poder dizer quem elas são (autodeclaração), sem precisar mudar fisicamente seu corpo para serem aceitas. Esse documento mudou a forma como o sistema legal lidava com os direitos da população transgênero no Brasil, alcançando uma parcela desta comunidade que não tinha acesso aos mesmos direitos daqueles que realizaram ou tinham interesse em realizar a cirurgia de redesignação sexual, conforme exigido pela decisão anterior do Superior Tribunal de Justiça.

##### Processo mais simples para mudança de nome
Seguindo essas mudanças, em 2018, o Conselho Nacional de Justiça (CNJ) tomou uma decisão que mudou o entendimento anterior sobre os direitos de pessoas transgênero ao criar a Resolução nº 73. Antes dessa decisão, quem se interessasse tinha que enfrentar muitos processos burocráticos, como apresentar laudos médicos e psicológicos, ou até mesmo entrar com ações judiciais, para poder alterar seus documentos. Com a nova regra, o CNJ facilitou muito esse processo, permitindo que as pessoas transgênero  pudessem ir diretamente ao cartório para mudar o nome e o gênero nos documentos, sem precisar de laudo médico ou autorização judicial.
Desde então, uma pessoa transgênero pode mudar seu nome e gênero nos documentos de forma mais rápida e com menos burocracia, baseando-se apenas em sua própria declaração de identidade. Isso significa que ela pode dizer quem é, sem precisar passar por longos processos legais ou tratamentos médicos, o que facilita o acesso aos direitos já afirmados pelas decisões e documentos anteriores.

##### Alteração de nome sem cirurgia de redesignação sexual
Também em 2018, o Supremo Tribunal Federal (STF) tomou uma decisão histórica na Ação Direta de Inconstitucionalidade (ADI) nº 4275. O STF decidiu que as pessoas transgênero podem mudar o nome e o gênero nos documentos sem precisar passar por cirurgia de redesignação sexual. Essa decisão reafirmou o teor da Opinião Consultiva nº 24/17 da Comissão Interamericana de Direitos Humanos, bem como da Resolução nº 73/2018 do CNJ, pois, até então, pessoas transgênero apenas conseguiam obter a alteração de seus documentos desde que realizassem a cirurgia de redesignação sexual. Com essa decisão, não é mais necessário comprovar que o corpo foi alterado e a pessoa pode ser reconhecida oficialmente como ela se identifica, baseando-se apenas em sua autodeclaração de gênero.
Essa decisão do STF passou a dar às pessoas transgênero a liberdade de serem reconhecidas oficialmente da forma como se identificam, sem precisarem passar por procedimentos médicos que muitas vezes são caros, arriscados ou simplesmente não desejados. Essa mudança fez com que o Brasil se alinhasse com as normas internacionais de respeito aos direitos humanos e à dignidade das pessoas.

##### Suspensão da exigência de cirurgia para alocação em presídios femininos
Em 2023, a Associação Brasileira de Trans e Travestis solicitou ao Supremo Tribunal Federal (STF) a suspensão da exigência de que mulheres transgênero realizem cirurgia de redesignação sexual para serem alocadas em estabelecimentos prisionais femininos. Este pedido destaca uma discussão sobre a adequação da legislação atual em relação ao reconhecimento da identidade de gênero no sistema penal.
A exigência de cirurgia para a alocação em presídios femininos levanta importantes questões de direitos humanos, considerando que pode criar barreiras para muitas mulheres trans. Esses obstáculos incluem limitações financeiras, de saúde e escolhas pessoais que podem levar a uma não realização do procedimento cirúrgico. Como resultado, a aplicação de um critério diferente do estabelecido pelo CNJ e pelo STF para reconhecer a identidade de gênero pode resultar em conflitos na efetivação das normas mencionadas.
Este caso trata não apenas sobre o tratamento de mulheres transgênero dentro do sistema prisional, mas também pode redefinir as políticas públicas relacionadas à identidade de gênero. A decisão do STF, que em 2018 já havia permitido a mudança de nome e gênero sem a necessidade de cirurgia, deve ser considerada no contexto do tratamento justo e digno das pessoas transgênero em todas as esferas da vida, incluindo o sistema penal.
As diretrizes que orientam a alocação de pessoas transgênero em instituições prisionais devem ser baseadas na autodeclaração e no respeito à identidade de gênero, de modo que estejam alinhadas com a orientações da Corte Interamericana de Direitos Humanos, o posicionamento do CNJ, bem como do STF. O STF, ao deliberar sobre o pedido da associação, definirá a direção através da qual o entendimento jurídico sobre identidade de gênero caminhará no Brasil.
Em 28 de junho de 2024, o STF através do ADPF 787 [en] decidiu que o gênero não deveria impedir ninguém do acesso a cuidados médicos específicos, como ginecologia e urologia.